# Novîi Trud, Henicesk
Novîi Trud (în ucraineană Новий Труд) este un sat în comuna Cionhar din raionul Henicesk, regiunea Herson, Ucraina.

## Demografie
Componența lingvistică a localității Novîi Trud
     Ucraineană (69,85%)
     Rusă (21,19%)
     Alte limbi (0,3%)
Conform recensământului din 2001, majoritatea populației localității Novîi Trud era vorbitoare de ucraineană (69,85%), existând în minoritate și vorbitori de rusă (21,19%) și armeană (8,36%).